# 哈德逊城市广场35号
哈德逊城市广场35号（英語：35 Hudson Yards），又称E大厦或Equinox大厦，是位於美國紐約曼哈頓西城的一栋已完工的混合用途大楼，為哈德逊城市广场的一部分。